# La Vie en Rose (film)
La Môme, in het Engels uitgebracht onder de titel La Vie en Rose, is een Franse biografische film uit 2007 onder regie van Olivier Dahan. Hij vertelt het tragische levensverhaal van de Franse zangeres Édith Piaf. De prent won talrijke prijzen, waaronder twee Oscars: een voor Beste Actrice (Marion Cotillard) en een voor Beste Grime.

## Verhaal
In 1918 huilt de 5-jarige Édith Gassion op het trottoir in de straten van Belleville, Parijs, waar haar aan lager wal geraakte moeder Annetta Maillard zich als zangeres staande wil houden, maar zich in werkelijkheid bedelend en borrelend verliest in de leugens van het leven. Annetta schrijft een brief aan Édiths vader, Louis Gassion, die in de loopgraven van de Eerste Wereldoorlog moet lezen dat ze Édith naar haar moeder Aïcha brengt om haar droom te realiseren. Louis reist naar Parijs om Édith, fysiek verzwakt, uit een vervallen huis te verwijderen en bij zijn moeder Louise, hoerenmadam in een bordeel in Bernay, Normandië, te droppen. De getroebleerde Titine, een roodharige prostituee, en haar vriendin Jeanne nemen het meisje onder hun hoede, maar het drietal moet herhaaldelijk vernederingen en mishandelingen doorstaan van de mannelijke bordeelklanten. Tijdelijk bokst Édith op tegen een ernstige hoornvliesontsteking, waarvoor Louise het meisje naar Lisieux, Calvados, brengt om bij het graf van de heilige Theresia van Lisieux te bidden voor Édiths genezing.
Na de oorlog keert Louis terug naar Bernay om Édith uit het bordeel te halen en zijn dochter in Parijs op te voeden. Louis hervat zijn bestaan als acrobaat in het circus. Op een nacht aanschouwt Édith de kunsten van een vuurvreter en ziet in de vlammen een verschijning van de heilige Theresia, die belooft om haar vanaf heden altijd en overal te vergezellen op de lange reis die nog voor haar ligt. Als de 10-jarige Édith haar vader na een conflict het circus ziet verlaten, begint Louis zijn kunsten te vertonen in de straten van Parijs. Op verzoek uit het publiek geeft Édith een vertolking van La Marseillaise, waarbij de stem van het zingende meisje behoorlijk blijkt aan te slaan.
De inmiddels volwassen Édith ontwikkelt een vriendschap met Simone Berteaut, met wie ze zich, voortdurend laveloos, zingend profileert in het straatbeeld van Parijs. In de wijk Montmartre ontdekt nachtclubeigenaar Louis Leplée, bijgestaan door zijn assistent, het talent van "La Môme", zoals de trotse vinder zijn oogappel noemt. Édiths vertolking van het straatlied valt bijzonder in de smaak bij de gasten van zijn tent Gerny's. Raymond Asso geeft Édith zijn visitekaartje, maar ze durft aanvankelijk niet bij de tekstschrijver aan te kloppen. Leplée wordt levenloos in de nachtclub aangetroffen, waarbij de verdenking – wegens haar relatie met de maffia in de persoon van pooier Albert – in den beginne op de zangeres valt. In wanhoop richt Édith zich alsnog tot Raymond, die haar – samen met componiste Marguerite Monnot – onder zijn hoede neemt. Bij haar eerste optreden houdt Édith zich in het donker schuil in haar kleedkamer, maar ze overwint haar plankenvrees en maakt van de avond een indrukwekkend succes.
Édith Piaf vertrekt voor haar carrière naar New York om buiten eigen land succes te boeken. In de stad maakt de Franse zangeres kennis met landgenoot Marcel Cerdan, een bokser die in de Verenigde Staten vertoeft voor de wedstrijd om de wereldtitel in het middengewicht tegen Tony Zale. Tijdens een etentje moet Édith hartelijk lachen om Marcels bekentenis dat hij in Marokko een varkensboerderij runt, maar ondanks zijn vrouw en kinderen raakt ze heimelijk verliefd op de succesvolle vuistvechter. Marcel woont op een avond haar vertolking bij van het lied La vie en rose, waarna de vocaliste onder meer positieve kritiek ontvangt van actrice/zangeres Marlene Dietrich en vliegenier Jean Mermoz. Het verboden koppel sluit de avond op intieme wijze af, maar het vervolg van hun affaire staat voornamelijk in het teken van brief en telefoon. In de suite ontwaakt Édith op een dag naast Marcel en haast zich op zoek naar het horloge dat ze hem wil geven, maar de zangeres stuit enkel op treurige blikken van haar omstanders, onder wie "Mômone", manager Louis Barrier en assistente Ginou. Naargeestig nieuws over Marcel – haar minnaar is bij een vliegtuigcrash om het leven gekomen – brengt Édith in een dusdanige hysterie dat ze de hele suite doorspit om Marcels geest te ontwaren.
Édith lijdt aan leverkanker. Na enig herstel reist ze, vergezeld door haar reguliere entourage, met haar man Jacques Pills naar Californië, waar ze zich afvraagt waarom ze niet van haar echtgenoot zal scheiden. Sinds Marcels ongeluk hangt Édiths leven van drugs aan elkaar, maar de zieke zangeres lijkt zich reeds te laten omhelzen door de armen des doods. Jacques wil dat Édith afkickt in een kliniek, maar de dwarse diva kan zijn bemoeienis niet waarderen.
Een zwakke, gekrompen Édith staat op het punt haar optreden in de Olympia te annuleren, maar haar agent Bruno Coquatrix krijgt niet de kans om de show te schrappen. Met Non, je ne regrette rien vertelt de chansonnière het publiek hoe ze terugkijkt op haar lange lijdensweg. Op haar sterfbed denkt Édith terug aan haar dochter Marcelle, die reeds op tweejarige leeftijd is overleden aan een hersenvliesontsteking. Édith Piaf sterft op 10 oktober 1963 aan een inwendige bloeding in Plascassier, gemeente Grasse. Frankrijk neemt afscheid van een zinderend zangicoon.

## Rolverdeling
| - Marion Cotillard - Édith Piaf - Pauline Burlet - Édith Giovanna Gassion (10 jaar) - Manon Chevallier - Édith Giovanna Gassion (5 jaar) - Jean-Paul Rouve - Louis Gassion - Clotilde Courau - Annetta Maillard - Catherine Allégret - Louise - Farida Amrouche - Aïcha - Maureen Demidof - Marcelle Dupont - Sylvie Testud - Simone "Mômone" Berteaut - Caroline Raynaud - Ginou - Pascal Greggory - Louis Barrier - Marc Barbé - Raymond Asso - Marie-Armelle Deguy - Marguerite Monnot - Emmanuelle Seigner - Titine - Valérie Moreau - Jeanne - Jean-Pierre Martins - Marcel Cerdan - Laurent Olmedo - Jacques Pills - Jean-Paul Muel - Bruno Coquatrix - Gérard Depardieu - Louis Leplée - Ashley Wanninger - assistent Louis Leplée - Dominique Bettenfeld - Albert - Jean-Jacques Desplanque - Tony Zale - Caroline Sihol - Marlene Dietrich - Martin Janis - Jean Mermoz - Aubert Fenoy - Michel Emer - Alban Casterman - Charles Aznavour - Marc Gannot - Marc Bonel - Elisabeth Commelin - Danielle Bonel - Édith Le Merdy - Simone Margantin - André Penvern - Jacques Canetti - Mario Hacquard - Charles Dumont | - Félix Belleau - Robert Juel - Dominique Paturel - Lucien Roupp - Nathalie Dorval - Mireille - Chantal Bronner - Josette - Cylia Malki - Philipo - Nathalie Dahan - Yvonne - Josette Ménard - Mamy - Agathe Bodin - Suzanne - Harry Hadden-Paton - Doug Davis - William Armstrong - Clifford Fisher - Marc Chapiteau - Mitty Goldin - Laurent Schilling - Claude - Eric Franquelin - Etienne - Nicholas Pritchard - Mr. Jameson - Lana Likic - assistente Mr. Jameson - Olivier Cruveiller - inspecteur Guillaume - Pierre Derenne - P'tit Louis - Mathias Honoré - M. Loyal - Pavlína Němcová - Amerikaanse journaliste - Nathalie Cox - pin-up - Emy Lévy - bordeelmeisje - Laura Stainkrycer - bordeelmeisje - Lucie Brezovska - bordeelmeisje - Vera Havelková - bordeelmeisje - Liliane Cebrian - handlezeres - Jan Pavel Filipensky - vuurvreter - Oldrich Hurych - clown - Lara Menini - circusdanseres - Elliot Dahan - kind - Isaac Dahan - kind |

## Productie
De film werd deels op locatie gefilmd in de Franse stad Pontoise. Er werd gefilmd in de straten rue Notre-Dame du Val, rue de la Forêt Hardelot, rue de la Harengerie en rue Alexandre Prachay.

## Prijzen en nominaties
- 2007 - Gouden Beer
  - Genomineerd
- 2007 - Cabourg Romantic Film Festival
  - Gewonnen: Beste Actrice (Marion Cotillard)
- 2007 - Palm Springs International Film Festival
  - Gewonnen: Beste Actrice (Marion Cotillard)
- 2007 - Seattle International Film Festival
  - Gewonnen: Beste Actrice (Marion Cotillard)
- 2008 - Golden Globe
  - Gewonnen: Beste Actrice in een Komedie of Musical (Marion Cotillard)
- 2008 - BAFTA Award
  - Gewonnen: Beste Actrice (Marion Cotillard)
  - Gewonnen: Beste Muziek (Christopher Gunning)
  - Gewonnen: Beste Kostuumontwerp (Marit Allen)
  - Gewonnen: Beste Grime & Haar (Didier Lavergne, Jan Archibald)
  - Genomineerd: Beste Niet-Engelstalige Film
  - Genomineerd: Beste Productie Ontwerp
  - Genomineerd: Beste Geluid
- 2008 - Academy Award
  - Gewonnen: Beste actrice (Marion Cotillard)
  - Gewonnen: Beste Grime (Didier Lavergne, Jan Archibald)
  - Genomineerd: Beste Kostuumontwerp (Marit Allen)
- 2008 - Césars
  - Gewonnen: Beste Actrice (Marion Cotillard)
  - Gewonnen: Beste decor (Olivier Raoux)
  - Gewonnen: Beste fotografie (Tetsuo Nagata)
  - Gewonnen: Beste geluid
  - Gewonnen: Beste kostuums
  - Genomineerd: Beste film
  - Genomineerd: Beste regisseur (Olivier Dahan)
  - Genomineerd: Beste origineel scenario of adaptatie (Olivier Dahan)
  - Genomineerd: Beste mannelijke bijrol (Pascal Greggory)
  - Genomineerd: Beste vrouwelijke bijrol (Sylvie Testud)